# Adurbad
Adurbad fill de Mahrspand (Ādurbād i Marhspandān) fou un gran saderdot (mobad de mobads) mazdaista durant el regnat de Sapor II (309-379). Era nadiu de la vila de Kuran (probablement Koran a Fars) i el seu llinatge remuntava suposadament a herois llegendaris.
Fou estricte en l'observança de la religió i zelós en la persecució de les altres religions, especialment els maniqueus.